# Zeja, Amur oblast
Zeja (ryska Зея) är en stad i länet Amur oblast i Ryssland. Den ligger ungefär 530 kilometer norr om Blagovesjtjensk. Folkmängden uppgår till cirka 24 000 invånare.

## Historia
Orten grundades 1879 med namnet Zejskij Sklad (ryska Зе́йский Склад) i samband med upptäckten av guldfyndigheter i området. 1906 hade staden drygt 5 000 invånare och fick sina stadsrättigheter. Dess nya namn blev Zeja-Pristan (ryska Зе́я-При́стань). 1913 kortades namnet till Zeja.

## Vänorter
- USA Baker City, Oregon